# Team UKYO
Team UKYO is een wielerploeg die een Japanse licentie heeft. De ploeg bestaat sinds 2012. Team UKYO komt uit in de continentale circuits van de UCI. Ukyo Katayama is de manager van de ploeg.
Van 2023 tot augustus 2025 was auto-exporteur JCL naamsponsor.
Raymond Kreder en Marc de Maar zijn enkele bekende Nederlandse renners die bij de ploeg hebben gereden in het verleden.

## Renners 2024
| Naam             | Nationaliteit | Geboortedatum | Ploeg 2023             |
| ---------------- | ------------- | ------------- | ---------------------- |
| Giovanni Carboni | Italië        | 31-08-1995    | Equipo Kern Pharma     |
| Nathan Earle     | Australië     | 04-06-1988    |                        |
| Manabu Ishibashi | Japan         | 30-11-1992    |                        |
| Koki Kamada      | Japan         | 13-05-2004    | VC Fukuoka             |
| Yuma Koishi      | Japan         | 15-09-1993    |                        |
| Matteo Malucelli | Italië        | 20-10-1993    | Bingoal WB             |
| Nariyuki Masuda  | Japan         | 23-10-1983    |                        |
| Atsushi Oka      | Japan         | 03-09-1995    |                        |
| Thomas Presenti  | Italië        | 16-10-1999    | Beltrami TSA-Tre Colli |
| Koryo Sato       | Japan         | 03-08-2005    |                        |
| Masaki Yamamoto  | Japan         | 08-01-1996    |                        |

## Overwinningen
2013
2e etappe Ronde van Oost-Java José Vicente Toribio
Eindklassement Ronde van Oost-Java José Vicente Toribio
2016
2e etappe Ronde van Ijen: Benjamín Prades
5e etappe Ronde van Flores: Benjamín Prades
6e etappe Ronde van Japan: Óscar Pujol
Eindklassement Ronde van Japan: Óscar Pujol
1e etappe Ronde van Korea: Jon Aberasturi
2e etappe Ronde van Kumano: Óscar Pujol
Eindklassement Ronde van Kumano: Óscar Pujol
Proloog Ronde van Hokkaido: Jon Aberasturi
2017
Eindklassement Ronde van Taiwan: Benjamín Prades
1e etappe Ronde van Tochigi: Salvador Guardiola
3e etappe Ronde van Tochigi: Egoitz Fernández
3e etappe Ronde van Thailand: Jon Aberasturi
1e etappe Ronde van Lombok: Nathan Earle
2e etappe Ronde van Lombok: Nathan Earle
Eindklassement Ronde van Lombok: Nathan Earle
4e etappe Ronde van Japan: Jon Aberasturi
6e etappe Ronde van Japan: Óscar Pujol
Eindklassement Ronde van Japan: Óscar Pujol
1e etappe Ronde van Korea: Jon Aberasturi
4e etappe Ronde van Korea: Jon Aberasturi
1e etappe Ronde van het Qinghaimeer: Jon Aberasturi
5e etappe Ronde van het Qinghaimeer: Jon Aberasturi
5e etappe Ronde van het Taihumeer: Jon Aberasturi
1e etappe Ronde van Hainan: Jon Aberasturi
2018
2e etappe Ronde van Taiwan: Robbie Hucker
3e etappe Ronde van Tochigi: Raymond Kreder
1e etappe Ronde van Thailand: Raymond Kreder
5e etappe Ronde van Korea: Raymond Kreder
Eindklassement Ronde van Kumano: Marc de Maar
2019
3e etappe Ronde van Tochigi: Raymond Kreder
Eindklassement Ronde van Tochigi: Raymond Kreder
4e etappe Ronde van Japan: Raymond Kreder
1e etappe Ronde van Korea: Raymond Kreder
3e etappe Ronde van Hokkaido: Raymond Kreder
Eindklassement Ronde van Ijen: Robbie Hucker
2022
6e etappe Ronde van Thailand: Nathan Earle
1e etappe Ronde van Japan: Nathan Earle
2e etappe Ronde van Japan: Benjamin Dyball
4e etappe Ronde van Japan: Raymond Kreder
Eindklassement Ronde van Japan: Nathan Earle
Eindklassement Ronde van Kumano: Nathan Earle
Oita Urban Classic: Ryuki Uga
2e etappe Ronde van Taiwan: Benjamin Dyball
4e etappe Ronde van Taiwan: Raymond Kreder
Eindklassement Ronde van Taiwan: Benjamin Dyball
Eindklassement Ronde van Okinawa: Benjamín Prades
2023
5e etappe Ronde van Japan: Atsushi Oka
6e etappe Ronde van Japan: Nathan Earle
Eindklassement Ronde van Japan: Nathan Earle
1e etappe Ronde van Kumano: Masaki Yamamoto
Eindklassement Ronde van Kumano: Atsushi Oka
Mine AKIYOSHI-DAI Karst International Road Race: Benjamín Prades
Eindklassement Ronde van Okinawa: Masaki Yamamoto
2024
Eindklassement Ronde van Kumano: Atsushi Oka
2e etappe Ronde van Japan: Matteo Malucelli
3e etappe Ronde van Japan: Giovanni Carboni
6e etappe Ronde van Japan: Giovanni Carboni
8e etappe Ronde van Japan: Matteo Malucelli
Eindklassement Ronde van Japan: Giovanni Carboni
1e etappe Ronde van Bulgarije: Matteo Malucelli
2e etappe Ronde van Bulgarije: Giovanni Carboni
3e etappe Ronde van Bulgarije: Matteo Malucelli
5e etappe Ronde van Bulgarije: Matteo Malucelli
Eindklassement Ronde van Bulgarije: Matteo Malucelli
Ploegenklassement Ronde van Bulgarije: Carboni, Ishibashi, Malucelli, Oka, Pesenti, Yamamoto
1e etappe Giro della Regione Friuli Venezia Giulia: Matteo Malucelli
2e etappe Ronde van Langkawi: Matteo Malucelli
7e etappe Ronde van Langkawi: Matteo Malucelli
8e etappe Ronde van Langkawi: Matteo Malucelli
2025
2e etappe Ronde van Japan: Alessandro Fancellu
4e etappe Ronde van Japan: Simone Raccani
5e etappe Ronde van Japan: Nahom Zeray
Eindklassement Ronde van Japan: Alessandro Fancellu
Bergklassement Ronde van Japan: Nicolò Garibbo
Ploegenklassement Ronde van Japan: D'Amato, Fancellu, Garibbo, Koishi, Raccani, Zeray
2e etappe Ronde van Gyeongnam: Simone Raccani
Ploegenklassement Ronde van Gyeongnam: (D'Amato, Ishibashi, Kamada, Koishi, Masuda, Raccani)
Bergklassement Ronde van Tsjechië: Nicolò Garibbo

### Nationale kampioenschappen
2015
 Japans kampioen op de weg, elite: Kazushige Kuboki
2017
 Japans kampioen op de weg, elite: Yusuku Hatanaka
2019
 Japans kampioen op de weg, beloften: Kosuke Takeyama
2023
 Japans kampioen op de weg, elite: Masaki Yamamoto
 Japans kampioen tijdrijden, elite: Yuma Koishi
2024
 Japans kampioen tijdrijden, beloften: Koki Kamada
2025
 Japans kampioen op de weg, elite: Marino Kobayashi
 Japans kampioen tijdrijden, elite: Shunsuke Imamura
 Eritrees kampioen op de weg, elite: Nahom Zeray